# Tetișu, Sălaj
Tetișu este un sat în comuna Fildu de Jos din județul Sălaj, Transilvania, România.

## Vezi și
- Biserica reformată din Tetișu

## Galerie de imagini

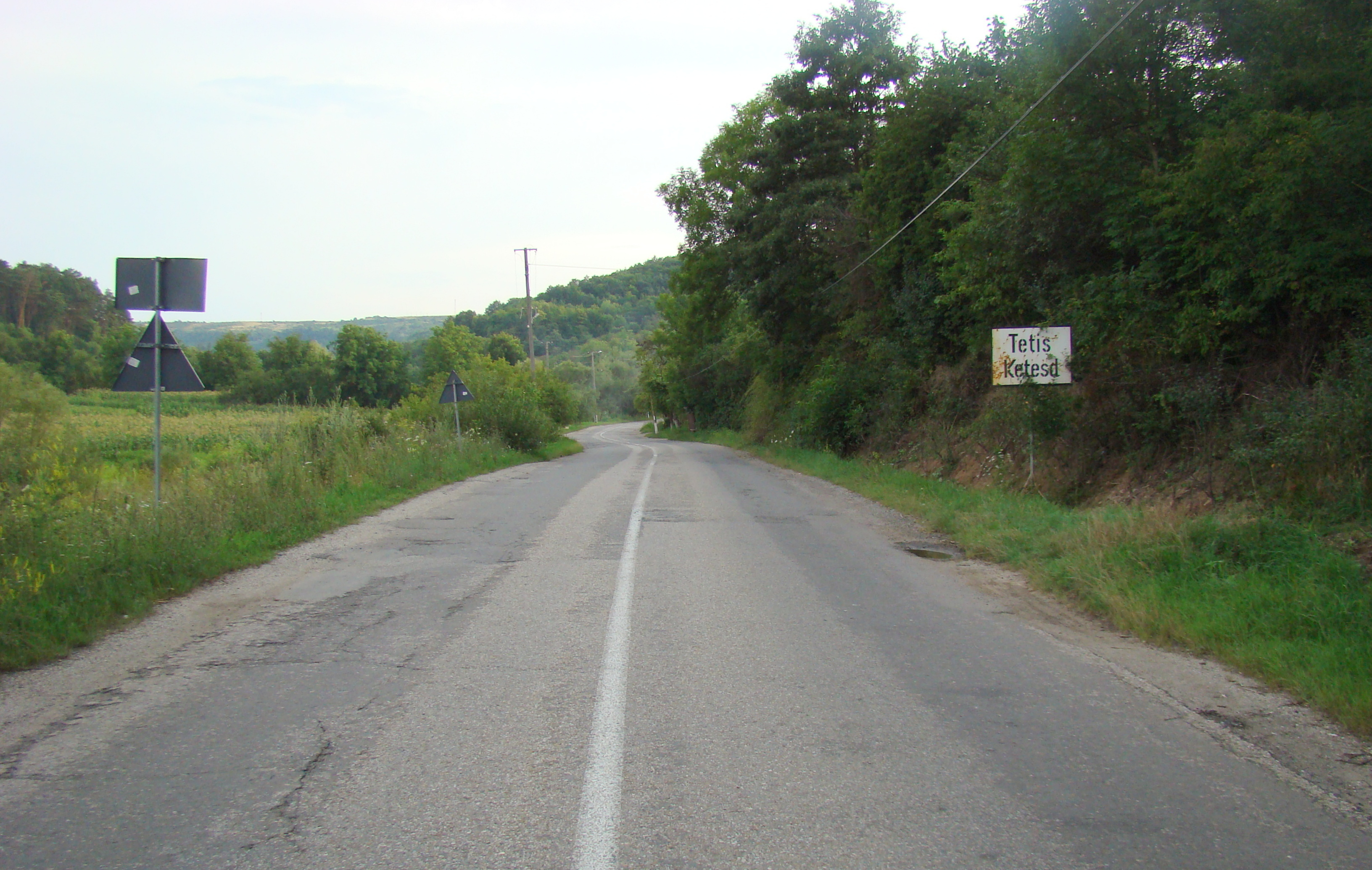
Intrarea în localitate
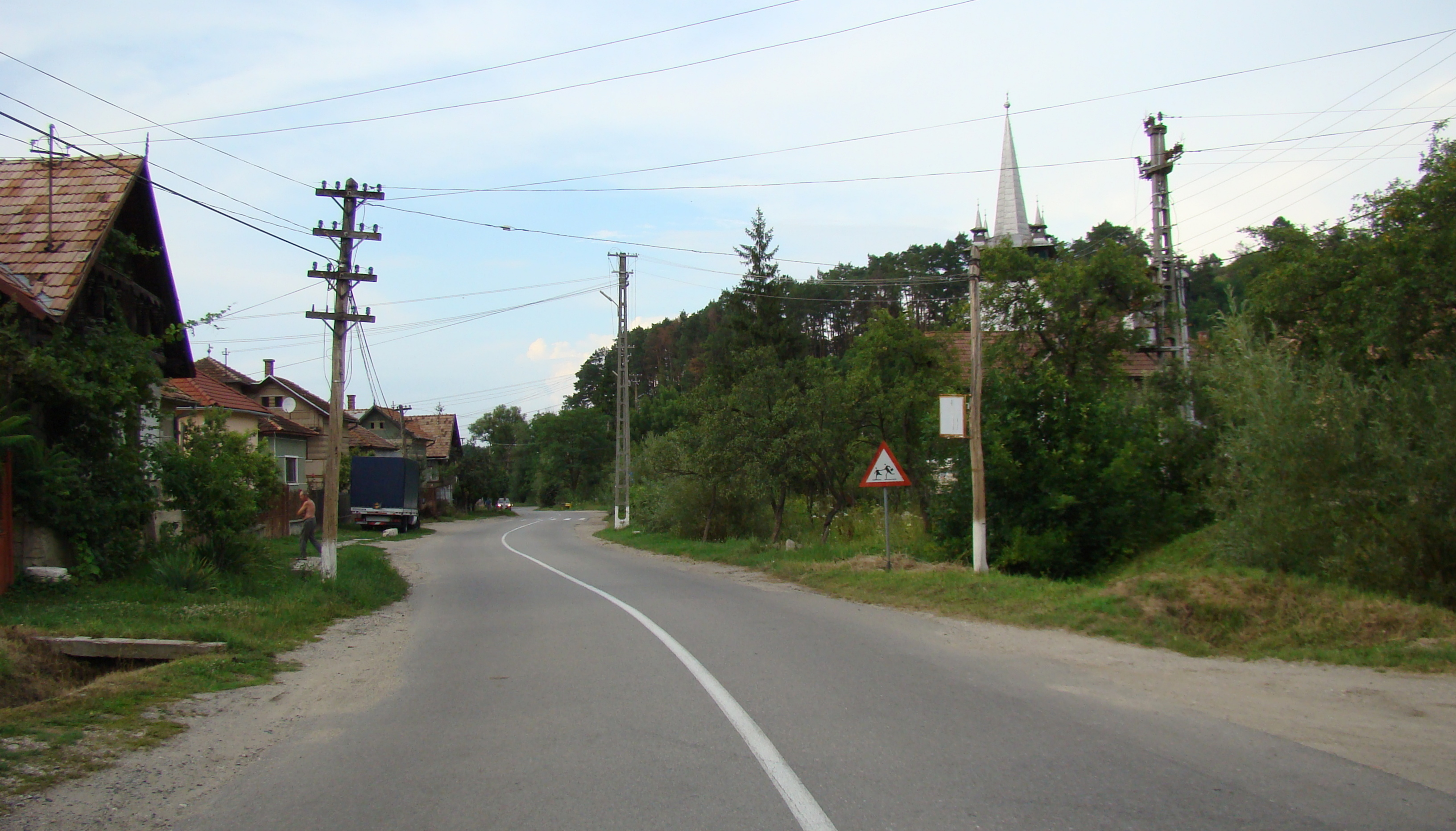
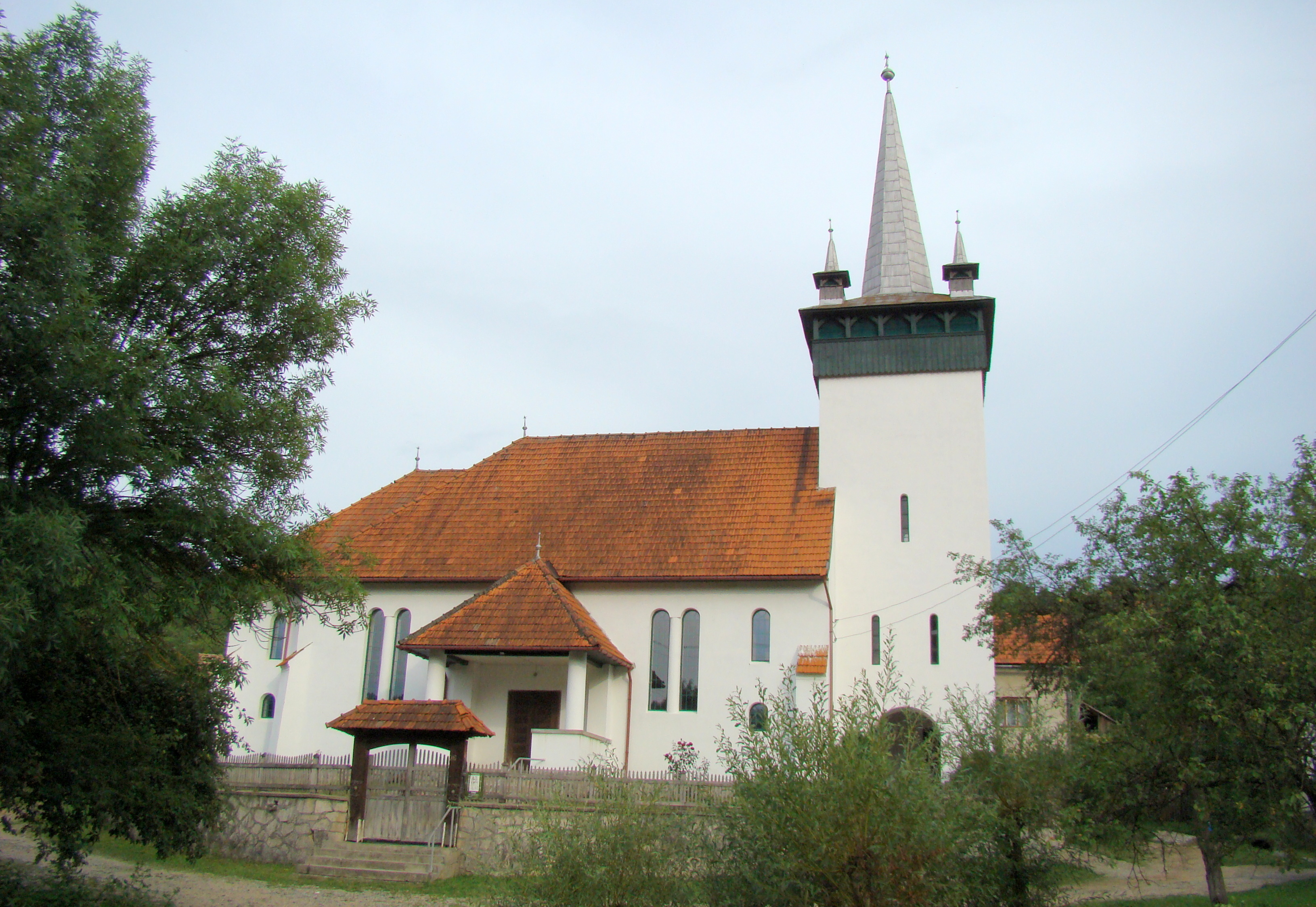
Biserica reformată ridicată între 1937-1941 după planurile arhitectului Kós Károly
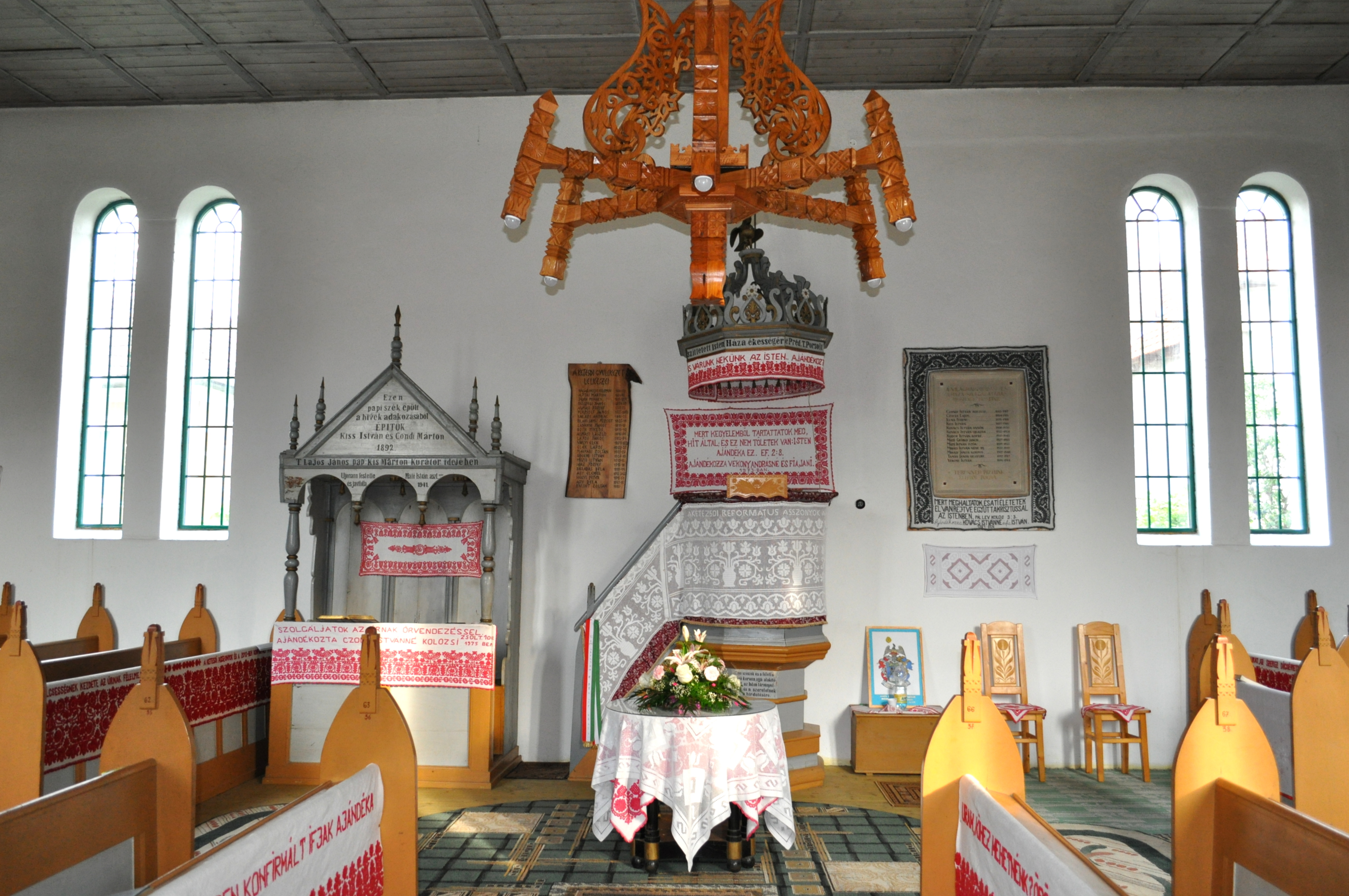
Actuala biserică reformată a înlocuit o veche biserică de lemn care devenise neîncăpătoare
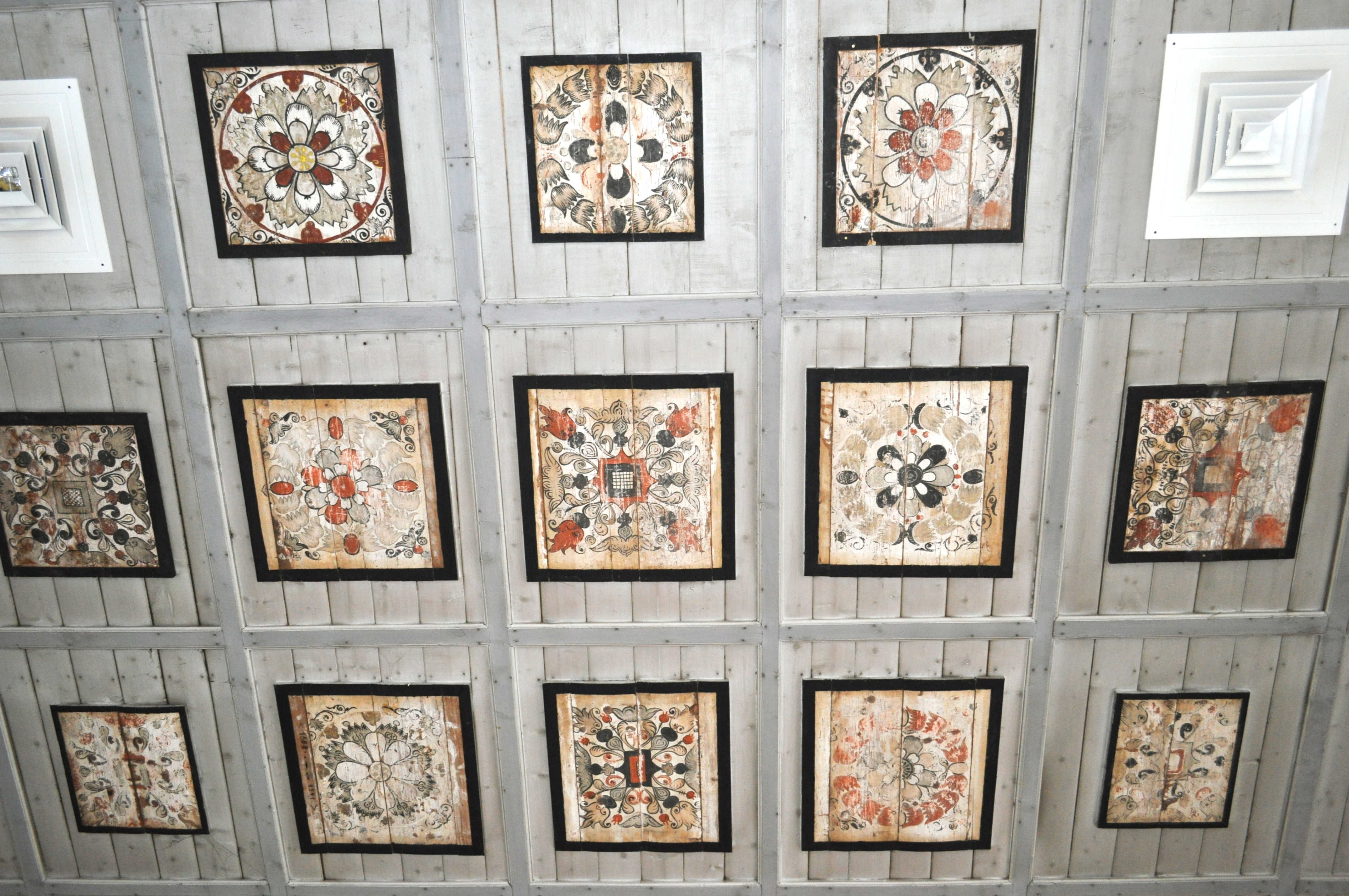
De la ea au fost recuperate 21 de casete pictate de Asztalos János, în anul 1692
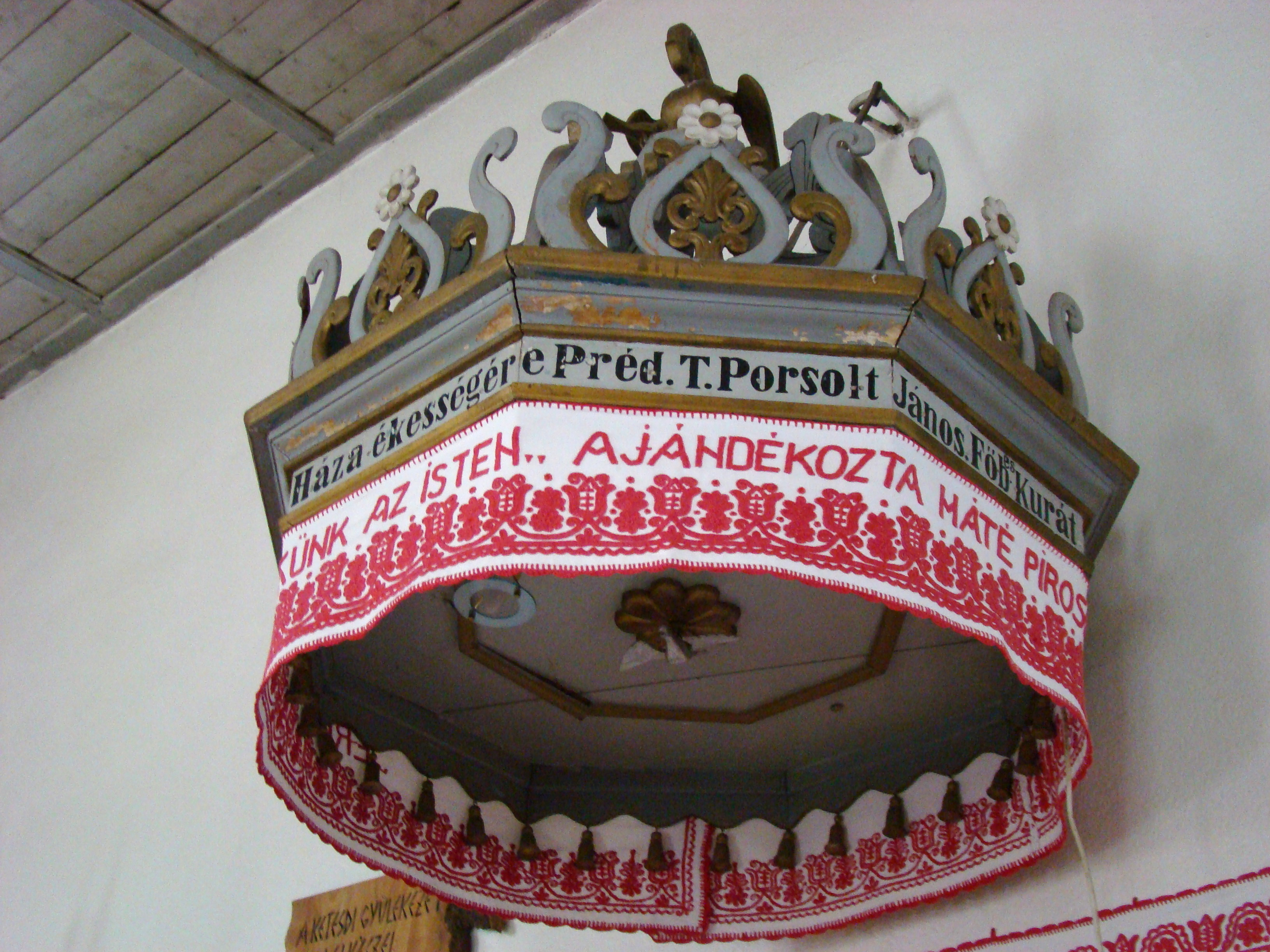
Coroana amvonului (1798)
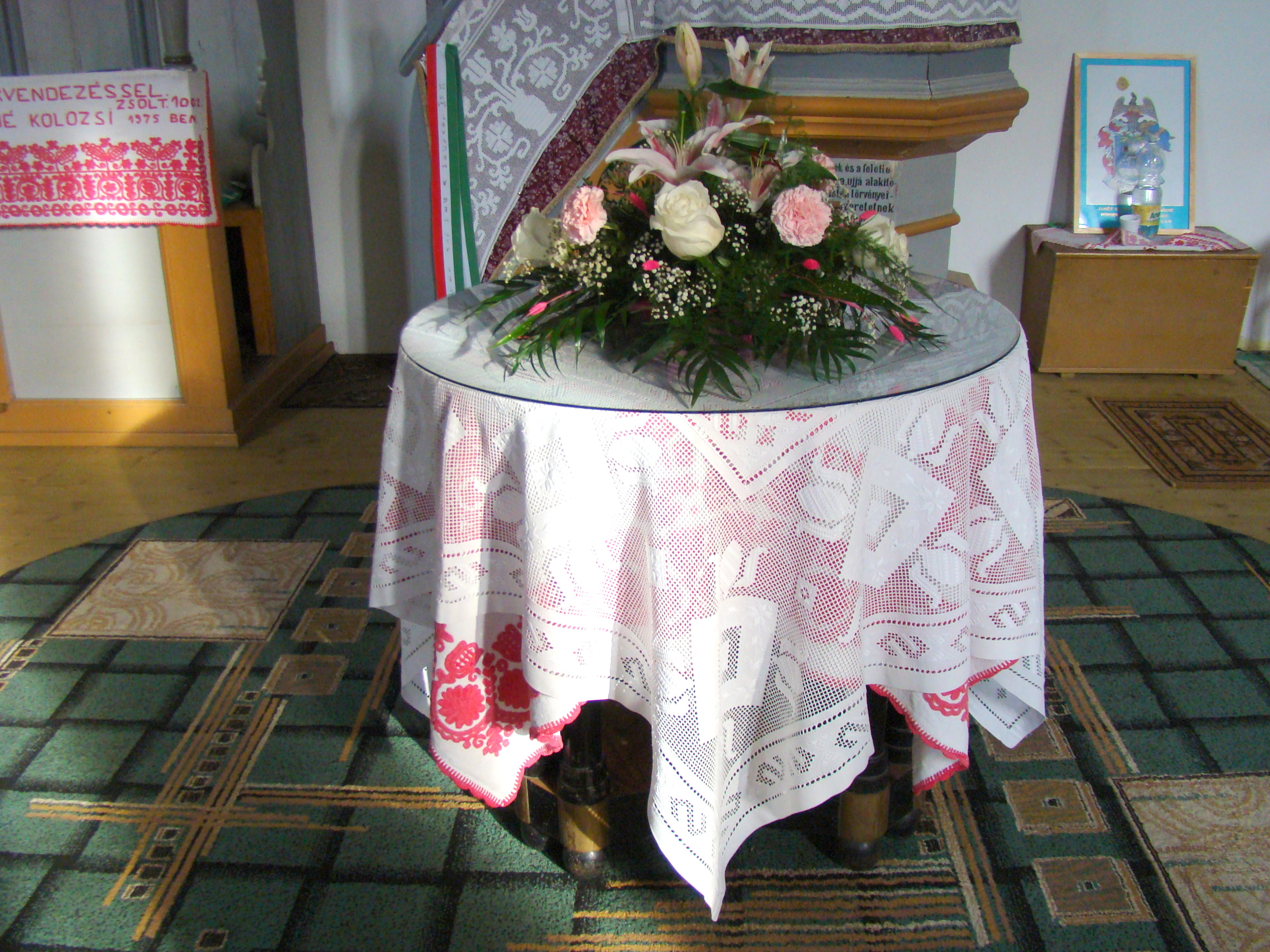
Masa Domnului
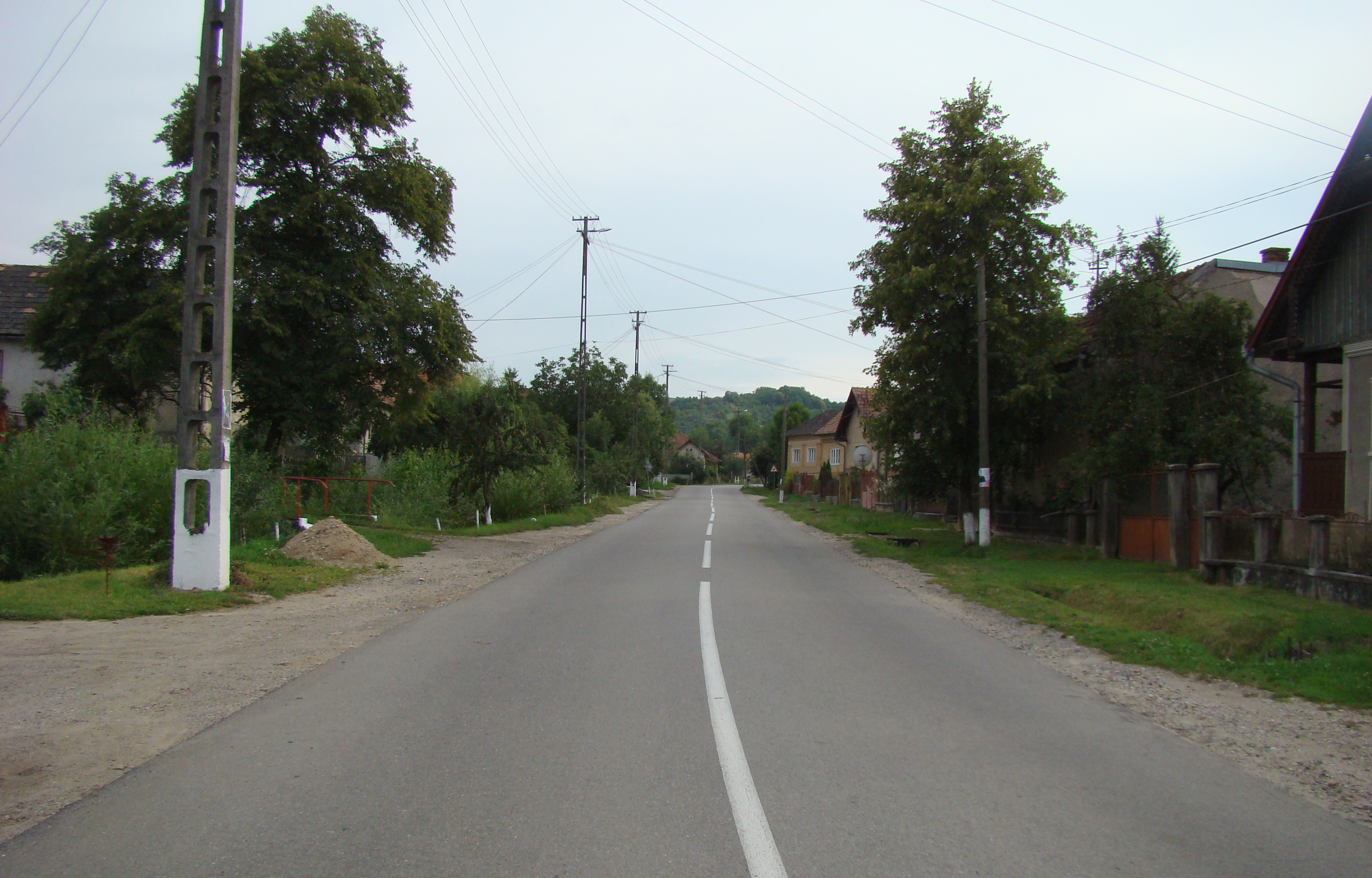